# Сливовица (село)
Вижте пояснителната страница за други значения на Сливовица.
Сливовица е село в Северна България. То се намира в полите на Еленския балкан община Златарица, област Велико Търново. Малко, но красиво балканско село. Заобиколено от невероятния цветен балкан. Преминаващата р. Стара река е "примамка" за много рибари и  плажуващи, поради чистите й води. В селото има и ловна дружинка. От няколко години започнаха да се завръщат наследници на къщи и да поддържат имотите си. Купиха се и няколко имота заради чистия балкански въздух, тишината и спокойствието. За търсещите, тиха и спокойна почивка, има къщи за гости. Градовете Горна Оряховица и Велико Търново са съответно на 28 и 33 км. Много привлекателно за семейства с малки деца, за чужденци и пенсионери. Въпреки, че е малко и с възрастни хора, в селото се поддържат традициите - Великден, с пищната декорация, всяка година се провежда прегледа "С песните на Борис Машалов", курбанът на селото, който се прави на църковния празник "Свети Дух", Коледа с пищната декорация, много светлини и танци на площада, а от няколко години и посрещане на новата година на центъра с шампанско и музика.

## Население

### Преброяване на населението през 2011 г.
Численост и дял на етническите групи според преброяването на населението през 2011 г.:
|                     | Численост | Дял (в %) |
| Общо                | 120       | 100,00    |
| Българи             | 106       | 88,33     |
| Турци               | 8         | 6,66      |
| Цигани              | 6         | 5,00      |
| Други               | 0         | 0,00      |
| Не се самоопределят | 0         | 0,00      |
| Неотговорили        | 0         | 0,00      |